# Cornelia Appy
Cornelia Eleonora (Cornelia) Appy (Haarlem, 30 maart 1877 – Yakima County, 11 mei 1964) was Nederlands celliste.
Ze werd geboren in het gezin van cellist Ernest Appy en Petronella Joanna Apolonia Sterk. Ze kreeg haar muzikale opleiding van haar vader en van Friedrich Grützmacher of Leopold Grützmacher. Al op jonge leeftijd trok zij onder de naam Corry Appy de muziekwereld in met concerten met Amanda Eberlé (alt), Debby Goudsmit (viool) en Johanna van der Wissel (piano). Dit "Hollandsch Dames kwartet" was destijds een unicum en kreeg positieve recensies, aldus de Leeuwarder Courant, 29 september 1894. Ze speelde toen het Kol Nidree van Max Bruch, een werk voor cello (en orkest/piano). Ze trok net als haar gehele familie naar de Verenigde Staten en speelde enige tijd in een orkest onder leiding van John Philip Sousa, die haar hoog achtte als muzikant. Ze maakte ook een tijd lang deel uit van Seattle Symphony, in 1915 gaf ze zelfs leiding aan een van de concerten van dat orkest. Daarnaast gaf ze opleiding op piano en cello.